# Срыв потока
Срыв (отрыв) потока — отделение потока газа или жидкости, обтекающего тело, от его поверхности вследствие отрыва пограничного слоя, вызванного его торможением при неблагоприятном градиенте давления.
Среда вблизи обтекаемого тела вследствие вязкости движется медленнее, чем на удалении от неё. В соответствии с принципом Бернулли давление близлежащих слоёв оказывается больше, чем удалённых. Возникает градиент давления. При достижении градиентом определённого значения, называемого неблагоприятным, происходит отрыв потока от поверхности. В результате образуется область оторвавшегося течения или зона отрыва, где характер течения сменяется с ламинарного на турбулентный. Срыв потока сказывается на аэродинамических характеристиках тела (подъёмной силе, сопротивлении и т.д.)

## В авиации
Как правило срыв потока негативно сказывается на аэродинамических свойствах.

Так, при статическом обтекании прямоугольного и трапециевидного крыла малой стреловидности летательного аппарата точка отрыва потока совпадает с задней кромкой крыла, и турбулентные потоки незначительны и быстро угасают. Но при кабрировании угол атаки увеличивается, растет градиент давления, и точка отрыва потока начинает постепенно смещаться вдоль верхней поверхности крыла. При достижении критического значения угла атаки происходит резкое смещение точки отрыва к передней кромке. Так как турбулентные потоки, возникающие при этом над поверхностью крыла, имеют противотечения, то резко падает подъёмная сила и возникает сваливание, с большой вероятностью переходящее в штопор. В гражданской авиации подобная ситуация считается аварийной и для каждого воздушного судна описаны техники выхода из режима сваливания.
Другим примером негативного влияния срыва потока является трансзвуковое обтекание крыла. С ростом скорости невозмущенного потока местная скорость течения воздуха начинает превышать скорость звука, однако в пограничном слое у поверхности  в силу вязкости скорость остаётся существенно меньше. В таких условиях градиент давлений, достаточный для срыва потока, может возникнуть даже при нулевом угле атаки на плоской пластине, но особенно это проявляется на выпуклом (дозвуковом) профиле крыла. В результате турбулентное течение может «затенять» управляемые поверхности (элероны, рули высоты т.д.), делая летательный аппарат неуправляемым. Скорость потока, на которой начинает проявляться данный эффект называется критическим числом Маха. 
Наконец ещё один пример ухудшения аэродинамических характеристик — срыв потока с законцовки крыла (или концевой срыв), увеличивающий индуктивное сопротивление крыла.
В то же время срыв потока может улучшать характеристики крыла. Так при обтекании крыльев малого удлинения и большой стреловидности (например, дельтовидного крыла) уже на малых углах атаки срыв потока с передней кромки крыла образует вихревые жгуты, которые сохраняются и на больших (свыше 40 градусов) углах. Эти вихри не имеют противотечений, а потому создают дополнительную подъемную силу, позволяя сохранять управляемый полёт на больших углах атаки. При этом в создании вихря участвует в первую очередь корневая часть крыла. Это свойство нашло применение истребительной авиации 4-го поколения. Использование трапециевидного с развитым треугольным или оживальным наплывом, позволило добиться управляемости на закритичных углах атаки, сохранив взлетно-посадочные характеристики, чего крыло малого удлинения  обеспечить не может.

## В технике
Срыв потока наблюдается не только на поверхностях летательного аппарата. Он возникает при обтекании любых тел в газе и жидкости: оперение, винты, лопатки компрессора турбин и ТРД. В жидкости возникающее в результате срыва потока турбулентное течение вызывает кавитацию, которое ведет к разрушению узлов механизмов.

## Борьба со срывом потока
Для борьбы со срывом потока применяют различные методы. Для крыльев подбирается соответствующий профиль, обеспечивающий нужное обтекание в заданном диапазоне скоростей и углов атаки. Для предотвращения срыва с управляющих плоскостей используют слив или сдув пограничного слоя. Для предотвращения попадания турбулизированого слоя в воздухозаборник применяется пластинчатый отcекатель. Для борьбы с концевым срывом — разделение потока гребнями и винглеты.

## Галерея
- Вихревые жгуты с наплывов крыла F/A-18C
- Пример срыва потока при обтекании опоры моста
- Концевые вихри с законцовок крыльев планера
- Вихревая дорожка - один из примеров следствия отрыва потока.